# 凯瑞·福永
凯瑞·乔吉·福永（英語：Cary Joji Fukunaga，1977年7月10日—）是一位美國导演、编剧及摄影师。他在2009年自编自导的第一部电影《无名》即获日舞影展最佳导演。他在2014年执导廣受好評的HBO犯罪電視劇《無間警探》，并获得艾美奖最佳导演。

## 早期生活
福永出生于加州的阿拉米达。他的父亲安东尼·福永是第三代日裔美国人，二战期间出生在集中营。他的母亲格雷琴·梅（格鲁夫曼）是瑞典裔美国人。他的父母离婚并再婚，他父亲娶了一个阿根廷女人，母亲嫁给一个墨西哥裔美国人。
福永1999年毕业于聖塔克魯茲加利福尼亞大學歷史系，后就读纽约大学的电影系研究生课程。他有个哥哥叫杰里米福永。除了英语之外，他的法语和西班牙语也很流利。更曾在日本边滑雪边当法语老师，一度想成为专业滑雪运动员。他曾获得美国洛克菲勒基金会的奖学金，格雷斯王妃基金会奖学金，John H. Johnson電影獎和Katrin Cartlidge基金会助学金资助。

## 职业生涯
福永在2004年编剧并执导的短片维多利亚第奇诺，在日舞影展放映，并获2005年学生奥斯卡奖及格雷斯王妃基金会奖学金。之后以此为蓝本构思长片，多次到墨西哥搜集资料，走上非法移民者的火车上亲身体验，与非法移民者交流，拍出《无名》。电影受广泛赞扬，并获得日舞影展最佳导演和摄影。2010年3月，他开始拍摄了《简·爱》的改编电影。2014年福永一个人执导全部八集的HBO電視劇《無間警探》第一季，受到美国观众和评论家力捧，尤其是第四集的长镜头使福永声名大噪，并获得艾美奖最佳导演。

## 作品列表

### 主要长片
| 年份   | 電影              | 電影                | 奖项                                                  |
| 年份   | 譯名              | 原名                | 奖项                                                  |
| ------ | ----------------- | ------------------- | ----------------------------------------------------- |
| 2009年 | 《无名》          | Sin Nombre          | 獲獎 - 日舞影展-最佳导演獎 獲獎 - 日舞影展-最佳攝影獎 |
| 2011年 | 《简·爱》         | Jane Eyre           |                                                       |
| 2015年 | 《无境之兽》      | Beasts of No Nation | 獲獎 - 威尼斯影展最佳新演員獎                         |
| 2021年 | 《007：生死交戰》 | No Time to Die      |                                                       |

### 電視劇
| 年份 | 標題         | 職位 | 註             | 獎項           |
| ---- | ------------ | ---- | -------------- | -------------- |
| 2014 | 《無間警探》 | 導演 | 執導8集 兼監製 | 艾美獎最佳導演 |

| 2018 | 《狂想》     | 導演                            |
| 2023 | 《空戰群英》 | 導演（3集）、執行製片人（10集） |

### 短片
- 2003年《Kofi》（Tarantella）
- 2004年《维多利亚第奇诺》（Victoria para chino）
- 2012年《Sleepwalking in the Rift》